# Pembroke (Malta)
Pembroke – jedna z jednostek administracyjnych na Malcie. Mieszka tutaj 3 645 osób. W latach 1869–1977 funkcjonował tutaj brytyjski garnizon wojskowy Pembroke Army Garrison. Istnieje tu cmentarz wojskowy Pembroke Military Cemetery. Znajduje się tu również zakład odsalania wody morskiej Pembroke Reverse Osmosis Plant.

## Turystyka
- Fort Pembroke z 1878 roku
- Wieża Madliena z 1659 roku
- Madliena Fougasse, fugas z 1741 roku

W pobliżu znajduje się morski park rozrywki Mediterraneo Marine Park oraz aquapark Splash and Fun Park.

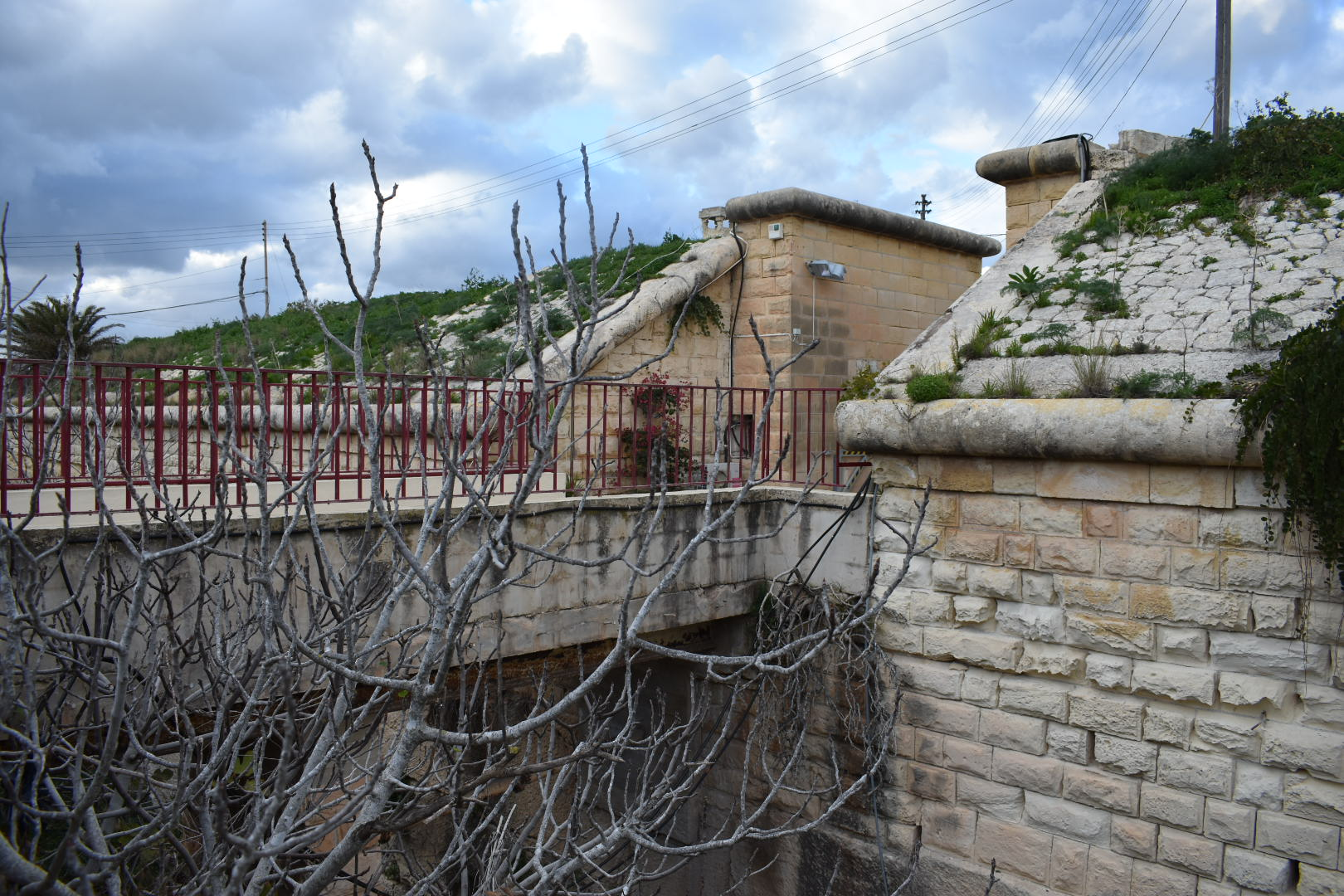
Fort Pembroke
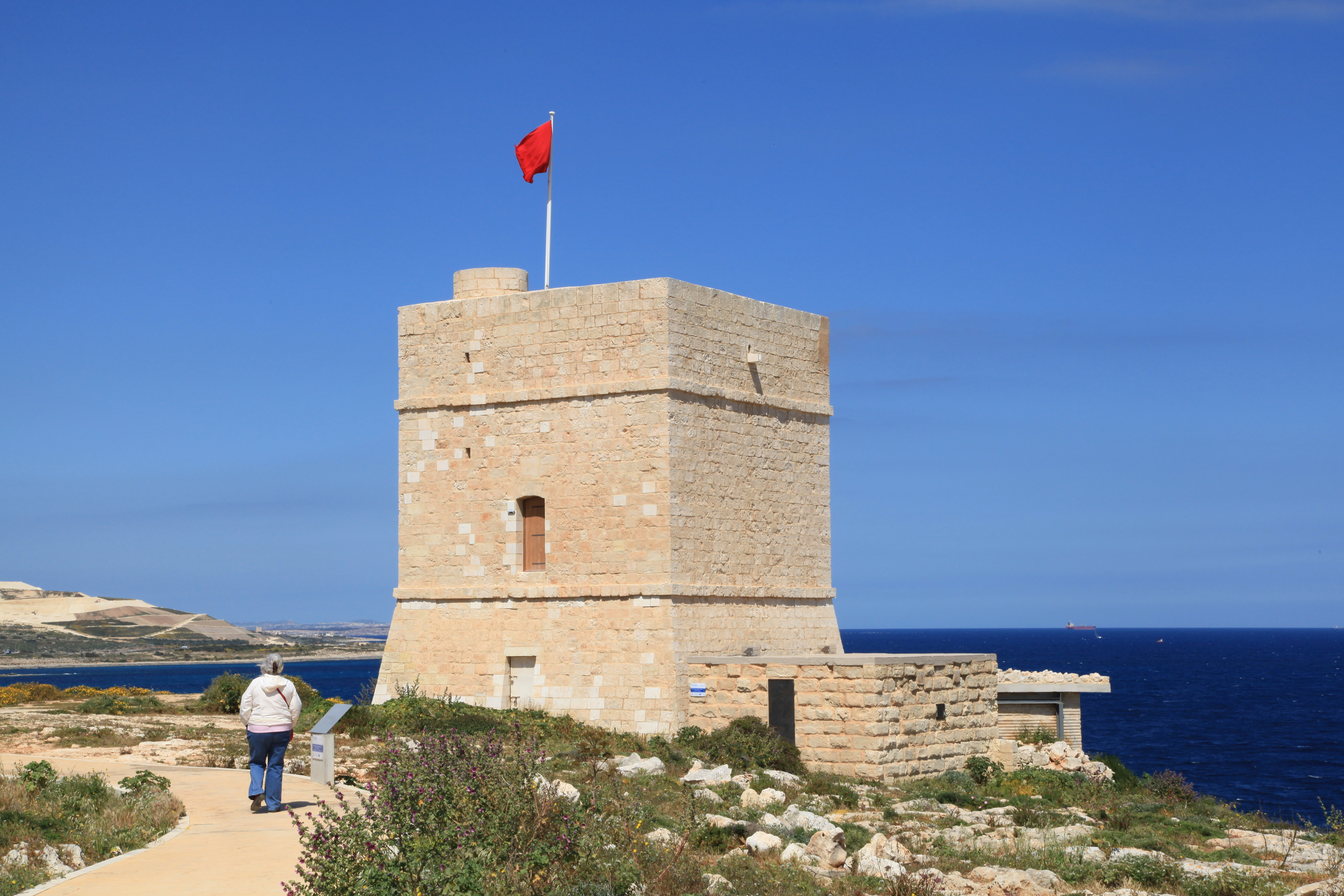
Wieża Madliena
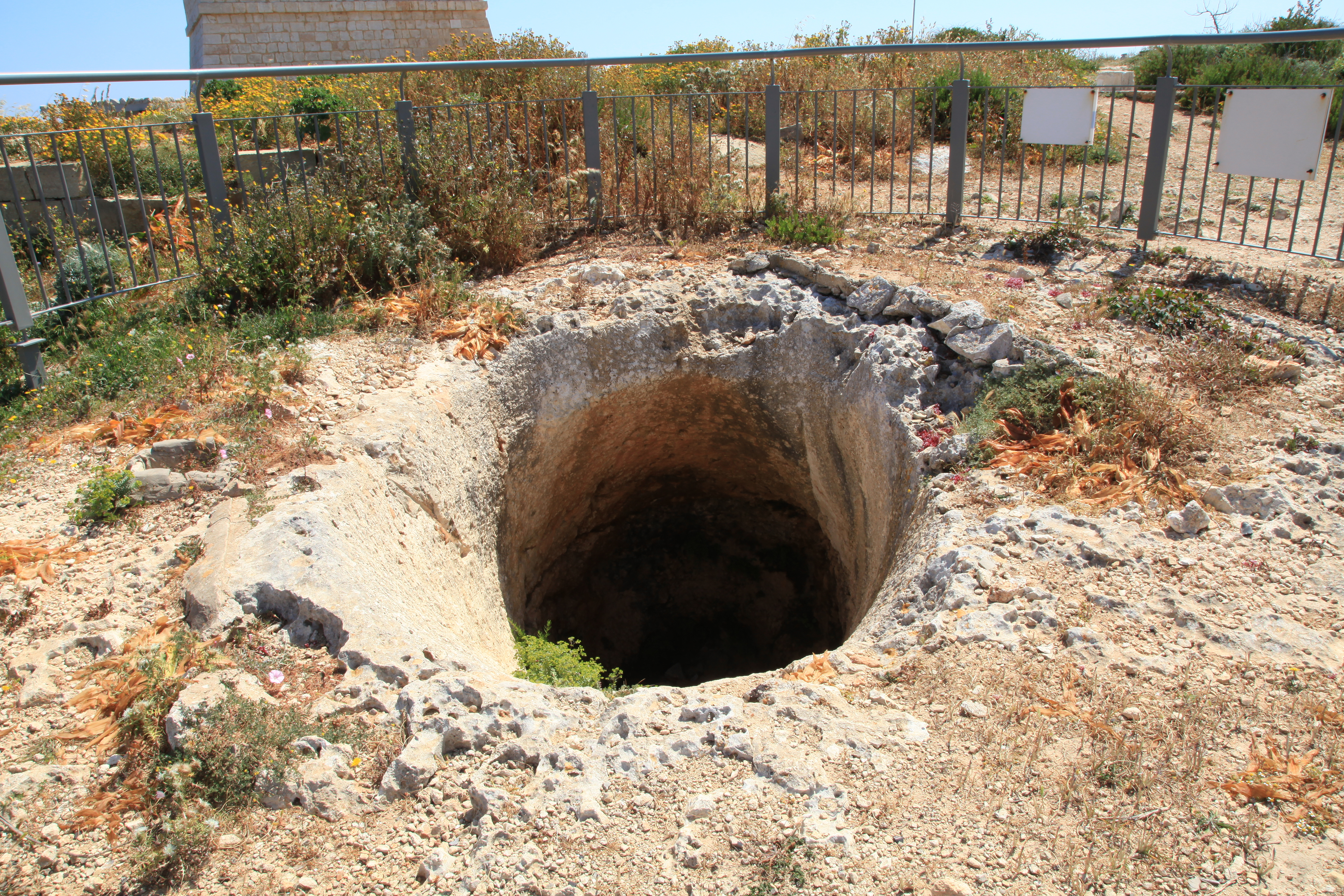
Madliena Fougasse

## Sport
W miejscowości funkcjonują dwa kluby piłkarskie: St. Andrews FC, powstały w 1968 roku oraz Pembroke Athleta FC, powstały w 1994 roku. Obecnie, oba kluby grają w Maltese Premier League, najwyższej maltańskiej lidze.